# Ley de Gay-Lussac

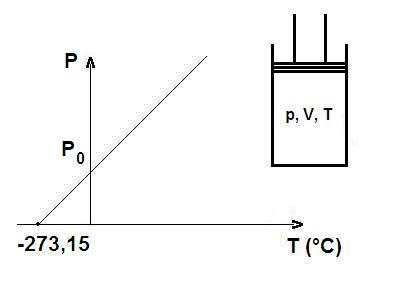
Representación gráfica de la ley de Gay-Lussac: a volumen constante V, la presión P es proporcional a la temperatura

La ley de Gay-Lussac establece que la presión de un volumen fijo de un gas, es directamente proporcional a su temperatura.

## Simbología
| Símbolo               | Nombre                        | Unidad |
| --------------------- | ----------------------------- | ------ |
| {\displaystyle k}     | Constante de proporcionalidad | Pa / K |
| {\displaystyle p}     | Presión                       | Pa     |
| {\displaystyle p_{1}} | Presión inicial               | Pa     |
| {\displaystyle p_{2}} | Presión final                 | Pa     |
| {\displaystyle T}     | Temperatura absoluta          | K      |
| {\displaystyle T_{1}} | Temperatura inicial           | K      |
| {\displaystyle T_{2}} | Temperatura final             | K      |

## Descripción
Si el volumen de una cierta cantidad de gas ideal a una presión moderada se mantiene constante, el cociente entre presión y temperatura permanece constante: 
{\displaystyle {\frac {p}{T}}=k}
o también:
{\displaystyle p=k\ T}
Para una cierta cantidad de gas, al aumentar la temperatura, las moléculas del gas se mueven más rápidamente y por lo tanto aumenta el número de choques contra las paredes por unidad de tiempo, es decir, aumenta la presión ya que el recipiente es de paredes fijas y su volumen no puede cambiar. Gay-Lussac descubrió que, en cualquier momento del proceso, el cociente entre la presión y la temperatura absoluta tenía un valor constante.
Supongamos que tenemos un gas que se encuentra a una presión ({\displaystyle p_{1}}) y a una temperatura ({\displaystyle T_{1}}) al comienzo del experimento. Si variamos la temperatura hasta un nuevo valor ({\displaystyle T_{2}}), entonces esa presión cambiará a ({\displaystyle p_{2}}), y se cumplirá:
{\displaystyle {\frac {p_{1}}{T_{1}}}={\frac {p_{2}}{T_{2}}}}
que es la otra manera de expresar la ley de Gay-Lussac.
Esta ley, al igual que la ley de Charles, está expresada en función de la temperatura absoluta. Es decir, las temperaturas han de expresarse en kelvin.

## Validez de la ley
Estrictamente la ley de Gay-Lussac es válida para gases ideales y en los gases reales se cumple con un gran grado de exactitud sólo en condiciones de presión y temperaturas moderadas y bajas densidades del gas. A altas presiones la ley necesita corregirse con términos específicos según la naturaleza del gas. Por ejemplo para un gas que satisface la ecuación de Van der Waals la ley de Gay-Lussac se escribe 
{\displaystyle {\frac {p-p_{0}}{T}}={\text{constante}}}
El término {\displaystyle \scriptstyle P_{0}} es una constante que dependerá de la cantidad de gas en el recipiente y de su densidad, y para densidades relativamente bajas será pequeño frente a {\displaystyle \scriptstyle P}, pero no para presiones grandes.